# 탬파역
탬파(Tampa)역은 은 로스앤젤레스 메트로 버스웨이의 G선역 중 하나이다. 남북으로 이동하며 동서 버스 노선을 가로지르는 인접의 탬파 애비뉴(Tampa Avenue)의 이름을 따서 명명되었다. 이 역의 예술품은 산도우 버크(Sandow Birk)가 제작했다. 이 역은 로스앤젤레스의  타르자나와 리시가 지구에 있다.

## 운행 정보

### 역 구조
| 동행 | G선 | 채츠워스 방면 (피어스 칼리지) |
| 서행 | G선 | 노스할리우드 방면 (리시다)    |

### 메트로 버스웨이 운행 정보
메트로 버스웨이 G선은 매일 24시간 운행한다.

### 연결 가능한 버스노선
- 메트로 로컬: 242

## 인근 역세권
- 메트로 오렌지 라인 자전거 도로 - 역에 인접.
- 타르자나 공원 - L.A. 도시 공원, 해테라 St. & 바날덴 Ave. 소재.
- Australian Swim School